# جيم برينان
جيمس جيرالد برينان (بالإنجليزية: James Gerald Brennan)‏ (مواليد 8 مايو 1977 في تورونتو) لاعب كرة قدم كندي دولي معتزل كان يجيد اللعب في خط الدفاع .

## روابط خارجية
- جيم برينان على موقع الاتحاد الدولي (مؤرشف)  (الإنجليزية)
- جيم برينان على موقع الدوري الأمريكي (الإنجليزية)
- جيم برينان على موقع قاعدة بيانات كرة القدم.إي يو (الإنجليزية)
- جيم برينان على موقع ناشيونال فوتبول تيمز (الإنجليزية)
- جيم برينان على موقع Soccerbase.com (لاعب) (الإنجليزية)
- جيم برينان على موقع عالم كرة القدم.نت (الإنجليزية)